# L'idolo cinese (film)
L'idolo cinese (Three Strangers) è un film del 1946 diretto da Jean Negulesco.

## Trama
Crystal invita due uomini, Jerome e Johnny, nel suo appartamento: se tre persone esprimono un desiderio di fronte alla dea cinese della fortuna questo si avvererà.
Il mezzo per ottenere una grande vincita sono le corse dei cavalli ma dopo aver fatto la puntata e conosciuto le storie dei tre personaggi sorgono conflitti che portano ad un delitto e ad una tragica conclusione della vicenda.

## Produzione
Il film fu prodotto dalla Warner Bros. utilizzando per il sonoro mono l'RCA Sound System.

## Distribuzione
Distribuito dalla Warner Bros., il film uscì nelle sale cinematografiche statunitensi il 28 gennaio 1946.